# 1526 Mikkeli
1526 Mikkeli è un asteroide della fascia principale. Scoperto nel 1939, presenta un'orbita caratterizzata da un semiasse maggiore pari a 2,3153954 au e da un'eccentricità di 0,1867692, inclinata di 6,20651° rispetto all'eclittica.
L'asteroide è dedicato all'omonima città finlandese.